# كريستوفر فوغلر
كريستوفر فوغلر (بالإنجليزية: Christopher Vogler)‏ هو كاتب سيناريو وكاتب أمريكي، ولد في 1949 في ميزوري في الولايات المتحدة.

## وصلات خارجية
- كريستوفر فوغلر على موقع IMDb (الإنجليزية)
- كريستوفر فوغلر على موقع ألو سيني (الفرنسية)
- كريستوفر فوغلر على موقع أول موفي (الإنجليزية)
- كريستوفر فوغلر على موقع كينوبويسك (الروسية)